# Билоног, Юрий Григорьевич
Юрий Григорьевич Билоног (укр. Юрій Григорович Білоног; род. 9 марта 1974, Белополье, УССР) — украинский толкатель ядра. В 2004 году выиграл золото на Олимпийских играх в Афинах, но в 2012 году был лишён награды за использование допинга. Золото Билонога перешло к американцу Адаму Нельсону, показавшему такой же результат, как Билоног (21 м 16 см), но уступившему украинцу по второму результату.

## Биография
Родился в городе Белополье Сумской области, УССР. Занимался в ДЮСШ города Белополья, первым тренером стал Владимир Беликов. В 2002 году на чемпионате Европы в Мюнхене и выиграл там золотую медаль, через год на первенстве мира в Париже завоевал бронзовую награду. В Афинах на Олимпиаде стал олимпийским чемпионом, толкнув ядро на 21 м 16 см. Также выступал на Олимпиаде в Пекине. Сейчас проживает в Одессе, однако ежегодно приезжает на спортивные соревнования по лёгкой атлетике в Белополье и вручает награды победителям этих соревнований.
В декабре 2012 года МОК официально заявил, что в допинг-пробе Юрия Билонога, взятой в 2004 году, были выявлены запрещенные препараты. В связи с этим МОК дисквалифицировал спортсмена и лишил его золотой медали Олимпиады 2004.

## Физические параметры
Рост 200 см, вес 139 кг. Лучший результат в карьере — 21 м 81 см, что было выше олимпийского рекорда.

## Государственные награды
- Орден «За заслуги» II степени (18 сентября 2004) — за достижение значительных спортивных результатов на XXVIII летних Олимпийских играх в Афинах, повышение международного авторитета Украины[3]
- Орден «За заслуги» III степени (10 сентября 1997) —  за выдающиеся спортивные достижения, весомый личный вклад в утверждение авторитета Украины в мире[4]
- Почётная грамота Кабинета Министров Украины (16.09.2004)[5]